# Johann Georg Hayn
Johann Georg Hayn (* 15. September 1798 in Gelnhausen; † 23. Januar 1875 in Frankfurt am Main) war ein Kaufmann und Politiker der Freien Stadt Frankfurt.

## Leben
Hayn war Kaufmann in Frankfurt am Main. Er war Teilhaber der Firma J.A. Hofmann jun., einem Großhandel in Farben und Spezereiwaren. Von 1838 bis 1853 war er Mitglied der Frankfurter Handelskammer. 
Er gehörte von 1845 bis 1846, 1848 und von 1852 bis 1857 dem Gesetzgebenden Körper der Freien Stadt Frankfurt an.